# Alexandru Marinescu
Alexandru Marinescu (n. 19 octombrie 1936, București – d. 24 decembrie 2019, București) a fost un zoolog, oceanolog, istoric al științelor și muzeolog român.

## Tinerețe
Născut în București, este fiul unic al unui lucrător tipograf. Copilăria și adolescența, tulburate de tragediile războiului și schimbărilor de regim politic, se încheie urmând cursurile liceului "Cantemir Vodă", unde profesori deosebiți îi încurajează pasiunea pentru geografie, științele naturale și artă.

## Studii
În 1958, la vârsta de 22 de ani, intră simultan la Facultatea de Științe Naturale și Geografie, ca student, și la Muzeul Național de Istorie Naturală „Grigore Antipa” condus de Mihai C. Băcescu, ca salariat tehnician, fiind singurul sprijin al mamei sale. Iese licențiat în 1963, ceea ce îi permite să treacă cercetător doctorant la Muzeu, în secția de biologie marină și vertebrate inferioare. Subiectul de doctorat, ales de ihtiologul Pr. Dr. Petre Mihai Bănărescu, privește crustaceii Phyllopoda din apele temporare, dar Alexandru Marinescu studiază și Policladele (crustacei amfipozi corophiizi) mării Negre, apoi speciile invazive ca melcul marin Rapana venosa și fauna bentică în general. Cu acest prilej, este autorizat să se scufunde cu butelii de aer comprimat, vizor, tub de respirat și labe de înot, dar desigur sub supravegherea unor scafandri militari.

## Cariera

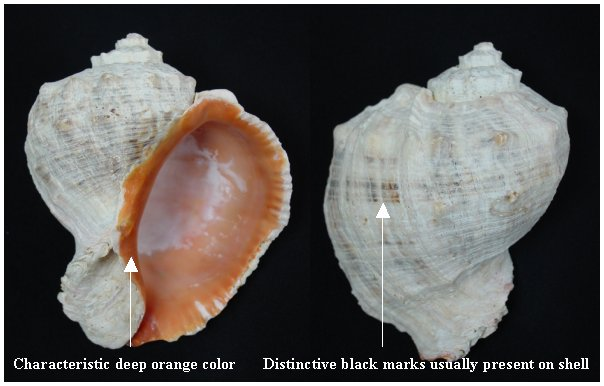
Gasteropodul invaziv Rapana venosa.

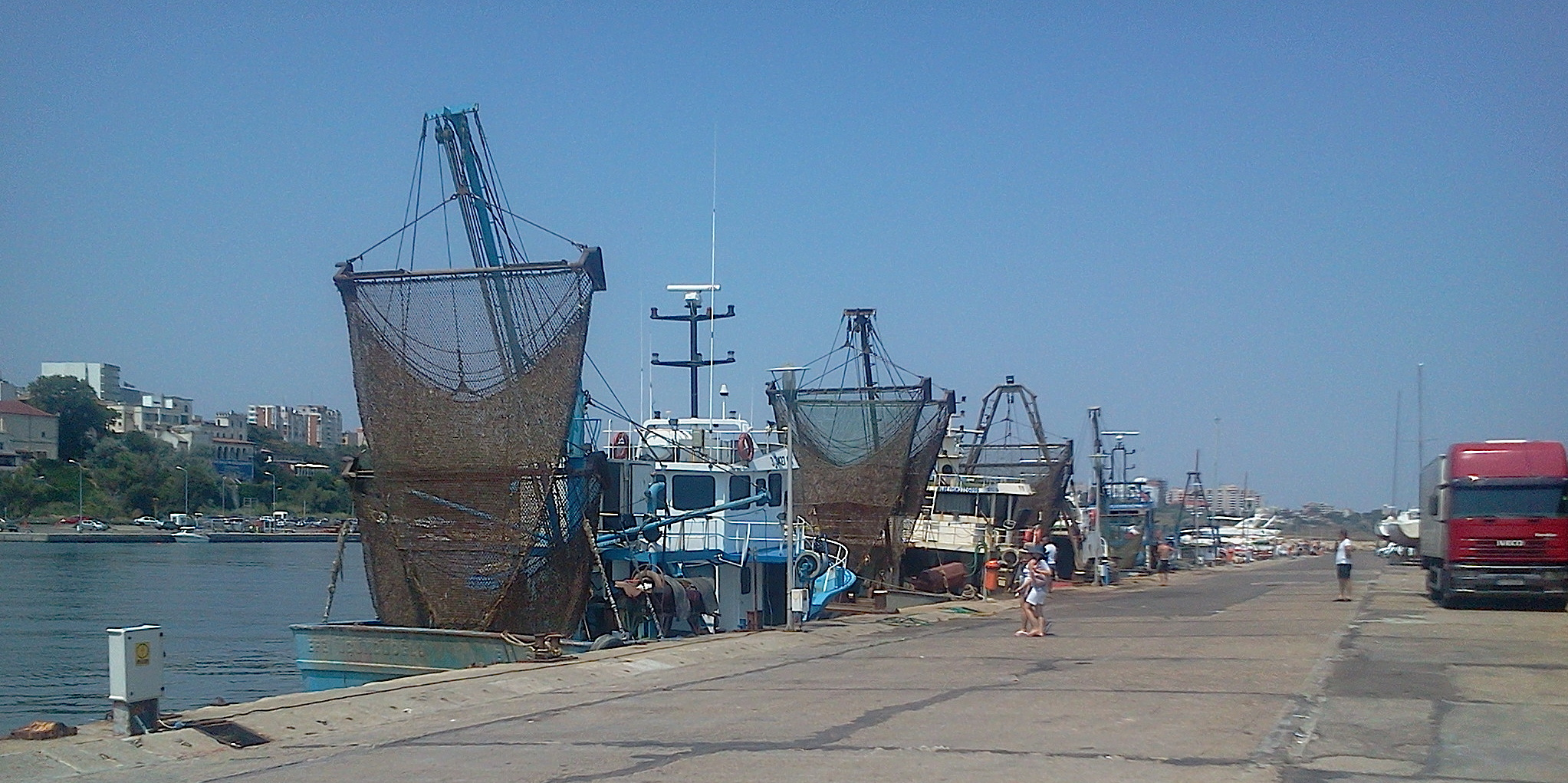
Portul Tomis (Constanța): traulere de pescuit melci de mare Rapana venosa.

În anii 1960-1970 redactează ghidurile, pliantele, textele expozițiilor de la Muzeu, este solicitat de televiziune în 1968 pentru a traduce, adapta și scrie comentariile românești ale filmelor documentare dela emisiunea "Tele-enciclopedia", și devine șef de secție pentru expoziții și relații publice. Are în custodie și arhiva Muzeului, în mare parte ne-exploatată, în care va descoperi multe documente inedite ale călătorilor și exploratorilor români, între timp dați uitării la lada de gunoi a istoriei , ca de exemplu Bazil Assan, Constantin Chiru, Constantin Dumbravă, Dimitrie Ghica-Comănești, Emil Holub, Ilarie Mitrea, Sever Pleniceanu, Julius Popper, Emil Racoviță sau Grigore Ștefănescu. Va descoperi de asemenea jurnalul de bord al expediției Belgica, redactat de Emil Racoviță, precum și numeroase fotografii, toate până atunci nepublicate.
Alexandru Marinescu organizează peste 30 de expoziții temporare la Muzeu și în provincie iar în ciclul Maestrul meu, omagii aduse academicienilor și profesorilor Mihai C. Băcescu, Petru Bănărescu, Nicolae Botnariuc, Teodor Bușniță, George Cobălcescu, Radu Codreanu, Gheorghe Dornescu, Alexandru Grossu, Arthur Kreindler, Mihai Ionescu, Constantin Manolache, Ion Mesrobeanu, Ștefan Milcu, Constantin Motaș, Adriana Murgoci, Olga Necrasov, Mircea Păucă sau Iosif Șpielmann, precum și altor personalități legate direct sau indirect de geografie și de biologie, ca pictorul Ion Țuculescu sau arheologul și desenatorul Pamfil Polonic.
În 1977 are prilejul de a discuta cu exploratorul francez Jacques-Yves Cousteau, pe atunci în expediție în Marea Neagră și la gurile Dunării, și obține astfel posibilitatea de a participa la un concurs UNESCO : reușindu-l, obține bursă de specializare în muzeologie, lucrând la Muzeele de Istorie naturală din Londra, Paris, Nantes, Marsilia și Monaco. De la Monaco, participă la o expediție oceanografică a navei Calypso a lui Jacques-Yves Cousteau în martie 1978. În 1981 face parte din organizatorii celui de-al 16-lea Congres internațional de Istorie a Științei la București. Cu aceaste ocazii, își face relații peste hotare, în domeniile sale de activitate profesională, fiind foarte apreciat de colegii străini. Unii îi vor deveni prieteni și câțiva îl vor vizita la București : aceste legături neautorizate atrag atenția Organelor de Partid și de Stat care îl depistează ca fiind un cetățean nesigur. Domiciliul îi este perchiziționat, obiecte personale și documente îi sunt confiscate. Prin urmare, în anii următori, dreptul de corespondență și posibilitățile de a călători îi sunt anulate.
După 1989, odată cu încetarea dictaturii, Alexandru Marinescu desfășoară o activitate intensă atât în țară cât și în străinătate. Devine membru al colectivului de conducere din Muzeu, redactor-șef adjunct al revistei "Noesis" publicată de Academie, apoi membru al consiliului director al revistei "Terra Magazin", și profesor de etologie animală la Universitatea "Titu Maiorescu". Între 1991 și 1997 este ales președinte al comitetului român al Consiliului internațional al Muzeelor (ICOM, parte din UNESCO), fiind între 1994 și 1996 consilier la Ministerul Culturii pentru Muzeele științifice.
În această perioadă, colaborează din nou cu Jacques-Yves Cousteau, care turnează patru filme în bazinul Dunării, dintre care unul în România. Călătorește mult (până în California și Indonezia) și reprezintă instituțiile și comitetele la care colaborează, și astfel România, în numeroase conferințe și simpozioane internaționale. Ca vicepreședinte al Diviziei de Istorie a Științei de la Academia Română, organizează omagii pentru a-i face cunoscuți pe savanții și exploratorii români în străinătate, și pe savanții și exploratorii străini în România (de exemplu centenarul expediției Belgica și expoziția "Emil Racoviță" la Muzeul "Antipa" în 1997) și la Muzeul de Istorie Naturală din Bruxelles în 1998, apoi expozițiile Jules Guiart, René Jeannel, Jean-Baptiste Lamarck, Georges Louis Leclerc de Buffon la București...).
Deși s-a pensionat în 2002, la vârsta de 66 de ani, a rămas activ și a continuat activitatea de vulgarizare a științei, a istoriei științei și a medicinei în revista "Terra" și la televiziune, neezitând să-i ajute pe tinerii cercetători și exploratori, precum echipa de la Universitatea "Ovidius" din Constanța.

## Expediții
- Pe Marea Neagră la bordul navei franceze "Calypso" a lui Jacques-Yves Cousteau (1977).
- În Indonezia, pe Oceanul Indian și Oceanul Pacific cu prilejul expediției Muzeului Național de Istorie Naturală "Grigore Antipa" (1991).
- În Canada, pe estuarul și fluviul Saint-Laurent, în 1992.
- Pe Marea Neagră cu navele Institutului Român de Cercetări Marine din Constanța (1991-1995).
- Pe Marea Mediterană cu nava Calypso în 1978 și cu navele Stațiunii de Biologie marină de la Banyuls, Franța, 1995-1999.

## Cărți
- ANDREI, M. și MARINESCU, Al., 1980 - Ilarie Mitrea, 1842-1904, medic, călător și explorator român, un mare donator al muzeului, în: "Dr. Ilarie Mitrea, un mare donator al muzeului". Edit. Muzeului de Istorie Naturală "Grigore Antipa", București.
- MARINESCU, Al., 1980 - Cuceritori ai adâncurilor : Jacques Yves Cousteau. Edit. Ion Creangă, București.
- MARINESCU, Al., 1991 - 0 expediție numită "Belgica". Edit. Ion Creangă, București.
- MARINESCU, Al., NEGREA, Șt., 1992 : Pe urmele lui Grigore Antipa (Sur le traces de Grigore Antipa) Edit. Sport Turism, București.
- MARINESCU, Al., 1998 - Emil Racoviță și expediția "Belgica". Edit. Ali, București.
- MARINESCU, Al., 1999 - Jacques Yves Cousteau, amiralul adâncurilor. Edit. Ali, București.
- MARINESCU, Al., 2003 - George Bellu, un medic român admirator și susținător al pictorilor impresioniști. Catalog al expoziției "Restituiri: Georges de Bellio, medic și coleționar", organizată la Muzeul Județean de Artă Prahova (Ploiești), mai 2003, cu ocazia împlinirii a 175 de ani de la nașterea colecționarului.
- MARINESCU, Al., 2008 - Umbra cornului de rinocer : despre animale cu dragoste. Edit. C. D. Press, București.
- IONESCU, R., Al. MARINESCU, 2003 - Georges de Bellio, 1828-1894. Edit. Muzeul Județean de Artă Prahova.
- MARINESCU A1, cu prefață de GERLACHE, A., 1997 - Victorie asupra nopții polare. Expediția navei "Belgica", 1897-1899. Edit. Tehnică, București.
- MARINESCU, Al., 1998 - Le Rameau d'or. Belgica (1897-1899). Lettres, journal antarctique. Conférences. Fondation Culturelle Roumaine.
- BĂNĂRESCU, An., IFTIME, A. și MARINESCU, Al., 1999 - Jurnalul lui Emil Racoviță. Filmul marii aventuri polare. 100 de ani Expeditia "Belgica", 1897-1899, 1-350. Edit. Compania, București.
- MARINESCU, Al., 2001, Călătorii extraordinare : călători și exploratori români. C. D. Press, București.
- BUICAN, D., tradus și adaptat de MARINESCU, Al., și PARASCHIVOIU, E., 2004 - Epopeea lumii vii. Meandrele evoluției și aventura cunoașterii. Edit. C. D. Press, București.
- DRĂGESCU, J., 2005 - Amintirile unui vânător de imagini în Africa : convorbiri cu Alexandru Marinescu. Edit. C. D. Press, București.
- BUICAN, D., 2006 - Istoria biologiei. Noțiuni esențiale: dialog cu Alexandru Marinescu. Edit. C. D. Press, București.

## Alte publicații
- 1968 : Dr. Ilarie Mitrea, primul vânător român în arhipelagul Indo-Malaez. Vânătorul și Pescarul sportiv, 3: 6-7.
- 1970 : Repere pentru confecționarea unui model de celacant Latimeria chalumnae, Smith, Revista Muzeelor, 4: (cu N. Pușcașu)
- 1971 : Piese din colecția "Dr. I1arie Mitrea" la Naturhistorisches Museum din Viena. Revista Muzeelor, 8: 512.
- 1971 : Contributions à la connaissance des Polychètes du littoral roumain de la Mer Noire. Travaux du Muséum d'Histoire Naturelle "Grigore Antipa", Il: 41-47.
- 1971 : Profesorul Constantin Motaș la 80 de ani. Revista Muzeelor, 8: 564-565.
- 1972 : La collection ichthyologique "Dr. Ilarie Mitrea" du Musée d'Histoire Naturelle "Grigore Antipa". Travaux du Muséum d'Histoire Naturelle "Grigore Antipa", Il: 481-490. (cu E. Rojancovski).
- 1973 : "Fauna oceanică vest-africană": o nouă expoziție a Muzeului de Istorie naturală "Gr. Antipa". Revista Muzeelor, 2: 130-132.
- 1973 : Données systématiques et écologiques sur la faune de Phyllopodes de l'est de la Plaine Valaque (la région de Balta Albă). Travaux du Muséum d'Histoire Naturelle "Grigore Antipa", 13: 105-108.
- 1973 : Participation of the Museum of Natural History, Bucharest, in the International Fishing Exhibitions at the beginning of the 20lh century. Travaux du Muséum d'Histoire Naturelle "Grigore Antipa", 13: 473-482.
- 1974 : Le Muséum "Gr. Antipa" au 25-ème anniversaire de la proclamation de la République: l'activité muséologique. Travaux du Muséum d'Histoire Naturelle "Grigore Antipa", 14: 489-503. (cu R. Mayer)
- 1974 : Despre relațiile dintre Grigore Antipa și stațiunea de biologie marină din Neapole. Travaux du Muséum d'Histoire Naturelle "Grigore Antipa", 15: 407-420. (cu Eugen Pora).
- 1975 : Sur la présence de l'espèce Branchinella spinosa Milne Edwards (Anostraca, Thamnocephalidae) dans la faune de la Roumanie. Travaux du Muséum d'Histoire Naturelle "Grigore Antipa", 16: 83-88.
- 1975 : The thirtieth commemoration of the death of Grigore Antipa. Travaux du Muséum d'Histoire Naturelle "Grigore Antipa", 16: 367-369.
- 1975 : Neopililla Bacescui. Tribuna României, 4 (74): 1.
- 1976 : Contributions à la connaissance de la faune du nord-est de la Plaine Valaque, entre le Siret, le Danube et la Ialomița. Ordo Euphyllopoda. Travaux du Muséum d'Histoire Naturelle "Grigore Antipa", 17: 199-202.
- 1977 : Contributions à la connaissance de la faune du nord-est de la Plaine Valaque, entre le Siret, le Danube et la Ialomița. La faune des eaux temporaires. Travaux du Muséum d'Histoire Naturelle "Grigore Antipa"', 17.
- 1977 : Istoria biologiei românești : ciclu de conferințe. Travaux du Muséum d'Histoire Naturelle "Grigore Antipa", 18: 395-399.
- 1978 : Un explorator și colectionar român în Arhipelagul Malaez : dr. Ilarie Mitrea. pp. 367–372, în : Studii și note. Din tradițiile medicinii și ale educației sanitare. Edit. Medicală. București.
- 1979 : Polydora ciliata (vierme Polichet) perforează gasteropodul Rapana thomasiana în Marea Neagră. Travaux du Muséum d'Histoire Naturelle "Grigore Antipa", 20, pars 1: 35-41 (cu M. Guțu).
- 1979 : Profesorul dr. doc. Mihai C. Băcescu la 70 de ani. Travaux du Muséum d'Histoire Naturelle "Grigore Antipa", 20, pars 2: 555-562.
- 1979 : Grigore Antipa și Academia Română. Travaux du Muséum d'Histoire Naturelle "Grigore Antipa", 20, pars 2: 623-629 (cu Mihai C. Băcescu).
- 1979 : Expoziții temporare organizate de Muzeul de Istorie Naturală "Grigore Antipa" în perioada 1957-1978. Travaux du Muséum d'Histoire Naturelle "Grigore Antipa", 20, pars 2: 645-651.
- 1979 : Arhiva de documente sonore a Muzeul de Istorie Naturală "Grigore Antipa". Travaux du Muséum d'Histoire Naturelle "Grigore Antipa", 20, pars 2: 729-738 (cu M. Andrei).
- 1980 : L'évolution des êtres vivants au cours des ères géologiques présentée dans l'exposition publique du Muséum d'Histoire Naturelle "Grigore Antipa" (1914-1979). Travaux du Muséum d'Histoire Naturelle "Grigore Antipa", 21: 325-331 (cu L. Apostol și I. Cașoveanu).
- 1981 : Émile Racovitza et la revue "Archives de zoologie expérimentale et générale" à la lumière d'une correspondence inédite. Travaux du Muséum d'Histoire Naturelle "Grigore Antipa", 23: 391-394 (cu Mihai C. Băcescu).
- 1981 : Les études médicales du Dr. Ilarie Mitrea dans les années 1860-1865. Travaux du Muséum d'Histoire Naturelle "Grigore Antipa", 23: 395-405 (cu G. Brătescu).
- 1982 : Promotori ai evoluționismului in România. Analele Academiei Române, 32: 22)-229.
- 1982 : Emile Racovitza, un roumain entré dans l'histoire du Laboratoire Arago. Vie et Milieu, 32 (4) (cu Mihai Băcescu).
- 1982 : Modele in mărime naturală ale unor animale rare și de mare importanță științifică. Tehnici de realizare și expunere. pp. 281–288, în: Cercetări de conservare și restaurare. Edit. Muzeului Național de Istorie. București (cu N. Pușcașu).
- 1983 : Expoziia consacrată marelui naturalist Charles Darwin. Revista Muzeelor, 3: 20-25.
- 1983 : Exploratorul Emil Holub, donatorul Muzeului de istorie naturală "Grigore Antipa" din București. Revista Muzeelor, 9: 60-67.
- 1983 : Un document din perioada studiilor lui Ion Țuculescu. pp. 829–833, în: Momente din trecutul Medicinii. Edit. Medicală, București.
- 1983 : O corespondență științifică inedită: Henri de Lacaze-Duthiers și Emil Racoviță. Une correspondence scientifique inédite : Henri de Lacaze-Duthiers et Emile Racovitza, în Histoire et Nature, 22-23: 65-84.
- 1984 : Din activitatea muzeelor de istorie naturală din Franța. "Muzeul este un factor excepțional de educație și cultură" - interviu cu dr. Robert Julien (Franța). Revista Muzeelor, 9: 83-91.
- 1984 : Eine Briefe Ernst Haeckel's an Grigore Antipa. Travaux du Muséum d'Histoire Naturelle "Grigore Antipa", 24: 313-319 (cu A. Ionescu).
- 1985 : Leon C. Cosmovici, premier élève roumain d'Henri de Lacaze-Duthiers. Noesis, II: 73-82.
- 1985 : Un român in arhipelagul indo-malaez. Magazin istoric, 12: 33-36.
- 1985 : Doctorul Gheorghe Z. Petrescu în scrisorile Alinei Petrescu și ale lui Grigore Antipa. pp. 391–394, în: Retrospective medicale, București.
- 1985 : Le Muséum d'Histoire Naturelle de Bucarest (1834-1984) - Aperçu chronologique. Travaux du Muséum d'Histoire Naturelle "Grigore Antipa", 27: 373-417 (cu A. Ionescu).
- 1986 : Momente de referință din evoluția muzeologiei franceze. Revista Muzeelor, 9: 82-88.
- 1986 : Emile Racovitza, l'organisateur d'un hôpital militaire en France, à Banyuls-sur-Mer, pendant la première guerre mondiale. Travaux du Muséum d'Histoire Naturelle "Grigore Antipa", 28: 317-323.
- 1987 : Emil Racoviță - trei scrisori inedite către Léo Errera. Stella polaris, 76 (an XIX).
- 1987 : O mărturie emoționantă asupra ultimelor luni din viața comandantului Adrien de Gerlache. Stella polaris, 76 (an XIX).
- 1987 : Un vânător român în Birmania. Magazin istoric.
- 1987 : Profesorul Radu Codreanu (1904-1987). Travaux du Muséum d'Histoire Naturelle "Grigore Antipa", 29: 367-370.
- 1987 : Sesiunea anuală de comunicări științifice a Muzeului de Istorie Naturală "Grigore Antipa". Revista Muzeelor, 5: 92-94.
- 1988 : Notă asupra dosarului "Jean Cantacuzene" aflat in arhiva Institutului Franței. Bacteriologia, Virusologia, Parazitologia, Epidemiologia, 33 (1): 87-92.
- 1988 : Le professeur Radu Codreanu, notice nécrologique. Bulletin Societé de Zoologie de France, 113 (1): 3-4.
- 1989 : "Mémoire sur les phoques antarctiques", un ouvrage inedit d'Émile Racovitza. Noesis, 15: 73-78.
- 1989 : Quelques données sur l'édification du bâtiment du Musée de Zoologie de Bucarest. Travaux du Muséum d'Histoire Naturelle "Grigore Antipa", 30: 383-388.
- 1989 : Le professeur Mihai C. Băcescu à 80 ans. Travaux du Muséum d'Histoire Naturelle "Grigore Antipa", 30: 401-406.
- 1989 : The first Romanian Scientific exploration of the Black Sea waters (1893), în Ocean Science; their history and relation to man. Deutsche Hydrographische Zeitschrifl Hamburg: 203-208.
- 1989 : Date asupra construcției clădirii Muzeului de zoologie din București. Revista Muzeelor, 5: 78-86.
- 1989 : Sesiunea anuală de comunicări științifice a Muzeului de Istorie Naturală "Grigore Antipa". Revista Muzeelor, 5: 92-94.
- 1990 : Parcul oceanic "Cousteau", o posibilă intâlnire cu Marea în mijlocul Parisului. Revista Muzeelor, 34: 110-114.
- 1991 : Le Professeur Mircea Paucă (23 juillet 1903-19 novembre 1988). Travaux du Muséum d'Histoire Naturelle "Grigore Antipa", 31: 467-471.
- 1992 : Documents des archives roumaines sur l'expédition "Belgica". Noesis, 18: 47-60.
- 1992 : L'evolution du système de dioramas dans les Musées d'Histoire naturelle de Roumanie. Travaux du Muséum d'Histoire Naturelle "Grigore Antipa", 32: 497-506.
- 1992 : Le centenaire du professeur Constantin Motaș. Travaux du Muséum d'Histoire Naturelle "Grigore Antipa", 32: 535-539.
- 1992 : Pe urmele lui Grigore Antipa. Travaux du Muséum d'Histoire Naturelle "Grigore Antipa", 32: 553-554.
- 1992 : Universul fabulos al recifilor de corali. Revista Muzeelor, 3: 11-17 (cu Ștefan Negrea).
- 1992 : O expoziție de excepție la Muzeul de Istorie Naturală "Grigore Antipa". Revista Muzeelor, 3: 24-30.
- 1992 : Une controverse de 1872 sur la définition de la science expérimentale : la polemique entre Claude Bernard et Henri de Lacaze-Duthiers. Travaux du Muséum d'Histoire Naturelle "Grigore Antipa", 32: 507-513. (cu G. Brătescu)
- 1993 : Documents concernant l'expedition "Belgica" dans les archives roumains. Noesis, 17.
- 1994 : La cooperation scientifique franco-roumaine en Roussillon. Annales du Muséum d'Histoire naturelle de Perpignan, 4.
- 1994 : Grigore Antipa, savant aux exceptionnels mérites d'organisateur. Noesis, 20: 139-146.
- 1994 : Grigore Antipa, un extraordinaire homme de terrain. Travaux du Muséum d'Histoire Naturelle "Grigore Antipa", 34: 589-590.
- 1994 : La personalité complexe et fascinante de Grigore Antipa. Travaux du Muséum d'Histoire Naturelle "Grigore Antipa", 34: 635-642.
- 1994 : Robert Ritter von Dombrovski, repere biografice și câteva considerații asupra activităților desfășurate la Muzeul de Zoologie din București. Revista Muzeelor, 4: 59-65.
- 1995 : Deux grands amis: Émile Racovitza et Grigore Antipa. Réflexions autour de quelques lettres inédites. Travaux du Muséum d'Histoire Naturelle "Grigore Antipa", 35: 691-700.
- 1996 : Buffon et Lamarck - une relation exemplaire. Noesis, 21: 73-76.
- 1996 : Le journal antarctique d'Émile Racovitza, naturaliste de l'expédition "Belgica". Travaux du Muséum National d'Histoire Naturelle "Grigore Antipa", 36: 473-495.
- 1997 : Maurice Jacquet et le début des recherches faunistiques en Roumanie. Travaux du Muséum National d'Histoire Naturelle "Grigore Antipa", 37: 383-392.
- 1997 : Jules Guiart et Emile Racovitza. Noesis, 22: 35-44.
- 1997 : Hommage au professeur Constantin Motaș. Travaux du Muséum National d'Histoire Naturelle "Grigore Antipa", 37: 327-330. (cu Șt. Negrea)
- 1998 : Correspondence des membres de l'état-major de l'expédition Belgica: son importance pour l'histoire des sciences. Noesis, 23: 61-77.
- 1998 : Émile Racovitza. De Banyuls aux glaces antarctiques : son journal. Annales du Muséum d'Histoire naturelle de Perpignan, 8: 25-39.
- 1999 : Georges Pruvot și Emil Racoviță : o corespondență inedită. Travaux du Muséum National d'Histoire Naturelle "Grigore Antipa", 41: 613-624.
- 1999 : Les Musées d'histoire naturelle de Roumanie - situation actuelle. ICOM. Cahiers d'étude, 7: 13-14.
- 1999 : Quelques renseignements concernant les collections d'ethnographie du Muséum National d'Histoire naturelle "Grigore Antipa". Travaux du Muséum National d'Histoire Naturelle "Grigore Antipa", 41: 633-641.
- 1999 : Une correspondance inédite de Roald Amundsen. Travaux du Muséum National d'Histoire Naturelle "Grigore Antipa", 41: 625-631 (cu An. Bănărescu).
- 1999 : Les commencements de l'enseignement parasitologique dans les facultés de medicine de Bucarest et de Jassy. Noesis, 24: 113-123 (cu M. Marinescu).
- 1999 : Mihai C. Băcescu, necrologie. Nouvelles de l'ICOM, 52 (3-4).
- 2000 : Constantin Motaș : son rôle comme directeur d'institutions muséales. Noesis, 25: 183-188.
- 2000 : Pamfil Polonic, un maestru al desenului științific, colaborator al lui Grigore Antipa. Revista Muzeelor, 1-3: 200-206.
- 2001 : Mutații semnificative în muzeologia contemporană. Revista Muzeelor, 1-6: 35-38.
- 2001 : Emil Racovitza, naturalist aboard the Belgica: his unpublished manuscripts. ln: The Belgica Expedition Centennial. Proceedings of the Belgica Centennial Symposium, 14-16 May 1998, pp. 143152, 7 figs. VVB Brussel University Press.
- 2002 : Nicolae Leon (1862-1931) - L'homme et l'oeuvre. Noesis, 27: 119-124 (cu Șt. Negrea).
- 2003 : Mircea Paucă, géologue, paléontologue et muséologue (1903-1988). Noesis, 28: 127-131.
- 2003 : Romanian development contributions of Emil Racovitza and Grigore Antipa to the scientific exploration of the Mediterranean, în: Oceanographic History : the Pacific and beyond. K. P. Benson & P. F. Pehbock (Eds) (abstract). Noesis, 27: 123 (cu A.S. Bologa).
- 2004 : Mihai C. Băcescu (1907-1999). Revista Muzeelor, 1-2:158-159.
- 2005 : Aristid Caragea și marea sa colecție de lepidoptere. Revista Muzeelor, 1: 37.
- 2005 : Georges Pruvot et Émile Racovitza. Considerations en marge d'une correspondance inédite. Annales du Muséum d'Histoire naturelle de Perpignan, 14: 3-12.
- 2006 : Presencias rumanos en México entre 1862 y 1867. Transilvania, 11-12: 122-128.
- 2007 : Aristide Caradja et sa grande collection de lépidoptères. Noesis, 32: 147-159.
- 2007 : Academicianul Emil Pop, istoric al științei, în: Istoricul Liviu Mărghitan la a 70-a aniversare. Complexul muzeal Arad, 96-104.
- Pe lângă aceste publicații, Alexandru Marinescu a scris comentariile a nenumărate filme documentare prezentate la televiziunea română, cu precădere în emisiunea "Tele-enciclopedia", și a scris numeroase articole de vulgarizare în revista "Terra".

## Publicații și instituții create
- Revista "Terra" 1999.
- Memorialul "Belgica" din Bruxelles 1998.

## Societăți științifice la care participă
- Membru al Comitetului de explorare științifică a Mării Mediterane (C.I.E.S.M.M., din 1962).
- Membru al Comitetului de Pelagos din C.I.E.S.M.M. (din 1966, Jacques-Yves Cousteau fiind secretar general).
- Membru al Societății române de Istorie a Medicinei și a Farmaciei (din 1967).
- Membru al Societății naturaliștilor din România (din 1968).
- Membru al Comitetului internațional al Muzeelor (I.C.O.M., din 1972).
- Membru al Comitetului internațional al Muzeelor de Istorie naturală (din 1991).
- Președinte al Comitetului Muzeelor științifice din Comitetul internațional al Muzeelor (I.C.O.M.) (din 1994 până în 2000).
- Membru corespondent al Academiei regale din Belgia (din 1998).
- Vice-președinte al Comitetului pentru Istoria și Filozofia Științei al Academiei Române (din 1992).

## Distincții
- Meritul științific, clasa I-a 1991.
- Premiul "Dimitrie Sturdza" 1999.
- Meritul cultural, ofițer, clasa I-a 2004.

## Despre Alexandru Marinescu
- Saitul Muzeului Național de Istorie Naturală "Grigore Antipa"
- Iorgu Petrescu (2006), Alexandru Marinescu at the age of 70, Travaux du Muséum d'Histoire Naturelle "Grigore Antipa", Vol.LI, Nov. 2008, pp. 547-556.